# Woodbridge (Regno Unito)
Woodbridge è un paese di 10 956 abitanti della contea del Suffolk, in Inghilterra. È situata a circa 13 chilometri della costa, lungo il fiume Deben, ed è gemellata con Mussidan, in Francia.

## Storia
Alcuni ritrovamenti archeologici dimostrano che la zona era abitata sin dai tempi del Neolitico, nonostante in epoca romana rimase sotto il dominio di Roma per circa 300 anni, le testimonianze della presenza romana sono molto scarse. Agli inizi del VII secolo re Redwald dell'Anglia orientale assurse al ruolo di Bretwalda, ovvero il sovrano più potente di tutta l'Inghilterra, e alla sua morte, intorno al 624, venne sepolto nei pressi di Sutton Hoo, una località molto vicina a Woodbridge.